# Taverny
Taverny is een gemeente in het Franse departement Val-d'Oise (regio Île-de-France) en telt 25.909 inwoners (1999). De plaats maakt deel uit van het arrondissement Pontoise.

## Geografie
De oppervlakte van Taverny bedraagt 10,5 km², de bevolkingsdichtheid is 2467,5 inwoners per km². In de gemeente ligt station Taverny.
De onderstaande kaart toont de ligging van Taverny met de belangrijkste infrastructuur en aangrenzende gemeenten.

## Demografie
Onderstaande figuur toont het verloop van het inwonertal (bron: INSEE-tellingen).